# 苏菲·珊曼妮
苏菲·珊曼妮（瑞典語：Sophie Zelmani，1972年02月12日—）本名苏菲·埃德奎斯特（瑞典語：Sophie Edkvist），瑞典创作歌手，出生在瑞典首都斯德哥尔摩郊区，1995年推出第一首单曲〈Always You〉。

## 音乐生涯
14岁时，Sophie的父亲带回一把吉他，并教她弹奏一些和弦。虽然从未接受过正式的音乐教育，但Sophie仍尝试写歌。她把在当地的录音室录制的Demo寄给几家唱片公司，Sony瑞典公司第一个给了她答复。
随后，Sony为她录制了第一张同名专辑——《Sophie Zelmani》。由Lars Halapi和Patrik Sventelius担任制作，其中Halapi还负责吉他弹奏。Halapi赋予了专辑风格，朝向早期的Van Morrison，不过Sophie包办所有词曲撰写。Sophie这样描述专辑制作过程，她说：刚开始我和Lars花了好几个月待在录音室，很有意思，接著一起挑选乐手，唱片在两个月内录制完成，但整件事维持了半年之久。
1995年冬天Sophie的同名专辑登上专辑排行榜第四名，随后在瑞典与日本创下黄金销售佳绩。哥伦比亚唱片为专辑策划的行销策略，包括发放免费CD试听片、优惠券，且在北欧航空的斯堪的纳维亚与美国之间的旅程播放（音乐）。
Sophie为宣传专辑在欧洲巡回，接着来到美国，因为音乐风格与另一位美国女歌手Jewel相似，Sophie迅速掳获当地乐迷肯定。
由于羞怯不敢公众表演的关系，Sophie只在小众面前表演，同时继续录制专辑，1996年她获得瑞典格莱美最佳新人奖，这张专辑在1997 年（版权转移到美国哥伦比亚唱片）之前，在欧亚地区共售出20万张。
第五首Always You是同名专辑首支主打歌，以单曲CD型式发行，亦收录在1997年的好莱坞浪漫喜剧电影《新娘不是我》（My Best Friend's Wedding）原声带，初试啼声即平步青云，除了好运气，也要拥有实力才行。

1998年，Sophie发行第二张专辑《Precious Burden》，获得乐评青睐，销售成绩却不如首张专辑。她越来越怯于在公众面前演出，试图将巡回机会减到最少。
专辑亦由Lars Halapi担任制作，且演奏许多乐器。《Sophie Zelmani》和《Precious Burden》都是录音室作品，录制当时均没有组织任何乐团。
1999年，Sophie终于自组乐团，一样由Lars Halapi担任制作，录制第三张专辑《Time to Kill》。而在这张专辑发行前，Sophie的女儿出生，在专辑歌词本内页附有她在录音室抱着女儿的照片。
2002年，发行第四张专辑《Sing And Dance》，其中的《Going Home》被华人歌手王菲（Faye Wong）翻唱：国语版《乘客》、粤语版《花事了》，收录专辑《将爱》里。
2003年，Sophie发行第五张专辑：《Love Affair》。风格一如往昔，内容充满柔和温暖，就像与老友面对面坐下来，聊著人生经历过的故事。听着听着，会发现寻回了消失许久的会心一笑。
瑞典知名摄影大师Anton Corbijn为《Love Affair》与之前的专辑《Precious Burden》拍摄封面，Sophie认为Corbijn的视觉有一股亲切的魔力，此外Sophie也很喜欢黑白照片的感觉。
2005年11月，Sophie在Sony / Columbia发行十年精选《A Decade of Dreams 1995-2005》，除了收录历年畅销单曲如:《Always You》、《Dreamer》、《Going Home》、《So Long》、《Precious Burden》等，还增加三首新曲《I Can't Change》、《Bitter Kind》与《Our Love》。
《I Can't Change》单曲透过宣传方式发行，音乐影片由卡通导演Elin Cederborg与Karl-Johan Forss制作。
2007年2月Sophie在Sony / Epic唱片发行专辑《Memory Loves You》，宣传巡回在斯德哥尔摩展开，共有19站，其中有9站在瑞典以外。单曲于一月发行，为《Memory Loves You》暖身。
Sophie的作词能力也明显提升，她透过歌词写诗，加上独特歌声，在音乐表达上形成一种美。
Sophie在一次专访中透露，她大部分都是在悲伤情绪中创作歌曲，或许在创作过程透过抒发得到疗伤，因此曲风才如此静谧哀伤；再者可进而推论，其歌曲应均为自传形式，她才会使用越来越多的隐喻。Sophie在自己网站里说她不能谈论关于自己的歌曲，或许这些歌曲
是一种程度上的自我隐私吧。
《Memory Loves You》在瑞典首周进榜即获得第二名殊荣，在瑞士首周进榜获得第九名。
2008年9月Sophie在Epic Europe发行第八张专辑《The Ocean and Me》
这次她和长期合作的制作人 Lasse Halapi 决定尝新，抛弃以往一首接著一首的录制方式，他们决定在更多夜晚里，让歌曲彼此之间相互影响，自然流露应运而生。
Sophie的歌声柔软美丽，吟唱著思念、懊悔、苦恋的歌词，音乐就这么开始呼吸、然后活了起来。《The Ocean and Me》发行第一周便在瑞典登上排行榜冠军，在瑞士也有第13名的佳绩。专辑发行后她在德国、瑞士与澳洲等地为唱片宣传。
2010年，Sophie发行第九张专辑《I'm the Rain》，整张专辑如封面呈灰色冷调。其中的《If I Could》&《To Be Forgiven》分别以单曲形式发行。
2011年底，第十张专辑《Soul》发行，可以感觉到这张专辑与之前的有所不同，更多的像是岁月的沉淀，来自Sophie特有的某种思考与坚忍。
2014年9月，第十一张专辑《Everywhere》发行。

## 中国行
2012年10月，Sophie Zelmani首次来到中国巡演。巡演时间&城市：10.02-北京 10.04-武汉 10.05-上海
2013年5月，相隔不足一年Sophie再度来中国。巡演时间&城市：05.16-广州（专场） 05.18-北京（梦象音乐节） 05.21-杭州（专场）
另外，Sophie二次中国巡演结束后在新浪微博上与乐迷进行一小时对话中透露，新专辑将于2013年圣诞节或2014年初发行。

## 音乐作品概览
- 1995 - Sophie Zelmani
- 1998 - Precious Burden
- 1999 - Time To Kill
- 2002 - Sing And Dance
- 2003 - Love Affair
- 2005 - A Decade of Dreams 1995-2005
- 2007 - Memory Loves You
- 2008 - The Ocean And Me
- 2010 - I'm the Rain
- 2011 - Soul
- 2014 - Going Home
- 2014 - Everywhere